# 漢普登-悉尼學院
漢普登-悉尼學院（Hampden–Sydney College，縮寫：H-SC）是美國的一間私立文理學院和男子學院，位於弗吉尼亞州漢普登-悉尼，該學院成立於1775年，是美國南部最古老的私立學院之一，也是在美國革命之前成立的最後一所學院。現在是美國僅有的三所四年制男子文理學院之一，另外兩所分別是瓦伯西學院和莫爾豪斯學院。

## 外部連結
- 官方网站
- 官方體育網站 （页面存档备份，存于）